# Durbans
Durbans is een gemeente in het Franse departement Lot (regio Occitanie) en telt 127 inwoners (1999). De plaats maakt deel uit van het arrondissement Figeac.

## Geografie
De oppervlakte van Durbans bedraagt 29,0 km², de bevolkingsdichtheid is 4,4 inwoners per km².
De onderstaande kaart toont de ligging van Durbans met de belangrijkste infrastructuur en aangrenzende gemeenten.

## Demografie
Onderstaande figuur toont het verloop van het inwonertal (bron: INSEE-tellingen).